# Frano Parać
Frano Parać (Split, 11. svibnja 1948.), hrvatski skladatelj, glazbeni pedagog i akademik, sin poznatoga splitskoga skladatelja i zborovođe Ive Paraća.

## Životopis
Kao skladatelj i glazbenik Frano Parać se na zagrebačkoj glazbenoj sceni pojavio oko 1965. godine, najprije u rock sastavu O’Hara (1965. – 1967.), a zatim i u Zlatnim akordima (1968. – 1969.). Za oba je sastava aranžirao i pisao autorske skladbe primjerene glasovima njihovih vokalnih solistica Marcele Munger i Josipe Lisac. 
Položivši prijemni ispit na Muzičkoj akademiji u Zagrebu, odustaje od karijere rock-glazbenika i posvećuje se studiju ozbiljne glazbe: 1972. diplomirao je teoriju glazbe, a tri godine kasnije i kompoziciju u klasi prof. Stanka Horvata. 1977. i 1978. usavršavao se kod Marina Zuccheria u milanskom Studio di fonologia musicale della RAI, upoznavajući novosti u suvremenoj elektroničkoj glazbi.
U razdoblju od 1972. do 1978. bio je nastavnik u Glazbenoj školi Blagoja Berse u Zagrebu. Od 1978. predaje na zagrebačkoj Muzičkoj akademiji, gdje 1992. biva promoviran u zvanje redovitog profesora. 1995. na Muzičkoj akademiji osniva Elektronički studio, a u dva je mandata obnašao i dužnost dekana.
Član je Hrvatskog društva skladatelja, Hrvatske akademije znanosti i umjetnosti i Nacionalnoga vijeća za visoku naobrazbu. Osim u Hrvatskoj, skladbe su mu izvođene i u inozemstvu, primjerice u Italiji, Španjolskoj, Velikoj Britaniji, SAD-u i Australiji.

## Popis djela

### Popularna (rock) glazba
- Halo taxi • Lopov  • Voljeti, to je radost • To je naša ljubav / Objavljeno na ploči Zlatni akordi, Jugoton - EPY 4023, 1968.
- Sunce sja za nas –  Josipa Lisac & Zlatni akordi / Objavljeno na ploči PGP RTB – EP 50 941, 1968.
- Modro More • Sve sam pokušala da te zavolim / Objavljeno na ploči Alenka Pinterič (& Zlatni akordi), Jugoton – SY 1459, 1969.
- Živim samo za tebe  • Prijatelji / Objavljeno na ploči Josipa Lisac & Zlatni akordi, Jugoton – SY 1364, 1969.

### Ozbiljna glazba
- Chacconna za gudače (1971.)
- Improvisé za 12 gudača (1972.)
- Oboe sommerso za mezzosopran, obou i komorni ansambl – stihovi: Salvatore Quasimodo (1973.)
- Thèmes za glasovir (1973.)
- Ed è subito sera za tri grupe pjevača i simfonijski orkestar – stihovi: Salvatore Quasimodo (1974.)
- Brass music za 10 limenih puhača (1974.)
- Concerto grosso za pop-grupu i dva orkestra (1975.)
- Metamorphoses za bariton i komorni ansambl (1977.)
- Kompozicija za dva zbora a cappella (1977.)
- Contro-a-bas za kontrabas i elektroniku (1978.)
- Collegium vocale za šest pjevača a cappella (1979.)
- Solo za trubu i elektroniku (1979.)
- Muzika za gudače (1980.)
- Gudački trio (1980.)
- Sarabanda za simfonijski orkestar (1982.)
- Muzika za gudače i čembalo (1983.)
- Olimpijski plamen za simfonijski orkestar (1984.) ↓1
- Carmina Krležiana, put u 14 slika - tekst: Miroslav Krleža (1985.)
- Muzika za orkestar (1985.)
- Scherzo za puhački kvintet (1985.)
- Koncert za violinu i gudače (1986.)
- Pastorala za orgulje i glas (1987.)
- Suita iz baleta Carmina Krležiana za mješoviti zbor i orkestar (1988.)
- Pastorala za orgulje (1989.)
- Gudački kvartet (1990.)
- Ples barunice za glasovir (stavak iz baleta Carmina Krležiana, 1990.)
- Kvartet za klarinet, violinu, violončelo i glasovir (1991.)
- Serenada za gudače (1991.)
- Gitarski trio (1992.)
- Sonata za violinu i glasovir (1992.)
- Simfonija za veliki simfonijski orkestar (1992./1993.)
- Sonata za violončelo i glasovir (1993.)
- Missa Maruliana za sopran, bariton, mješoviti zbor i orkestar (1993.)
- Dona nobis pacem za mješoviti zbor a cappella (1993.)
- Gloria za mješoviti zbor, bariton i orkestar (1994.)
- Pacem za mješoviti zbor i gudače (1994.)
- Koncert za rog i orkestar (1996.)
- Muzika za gitaru (1996.)
- Varijacije za orgulje (1997.)
- Staroj gimnaziji za djevojački zbor – stihovi: Dragutin Domjanić (1998.) ↓2
- Muzika za violinu i orgulje (preradba prva dva stavka Koncerta za violinu i gudače, 2000.)
- Judita, opera. Libreto prema istoimenom epu Marka Marulića sastavili Frano Parać i Tonko Maroević (2000.)
- Koncert za violinu, violu i gudače (2008.)
- Diptih za tri gitare (2009.)
- Memorie za glas i komorni ansambl – stihovi: Ivo Parać (2011.)
- Koncert za violončelo i orkestar (2015.)[1][2]

### Scenska glazba
- Zvonimir Majdak / red. Vjekoslav Vidošević: Stari dečki, Kazališni klub HNK Zagreb (1977/78.)
- Vojislav Kuzmanović / red. Marijan Fruk: Godina noževa, Kazališni klub HNK Zagreb (1977/78.)
- Ephraim Kishon / red. Zdenko Blažević: Bila je to ševa!, Zagrebačko kazalište mladih (1978/79.)
- Radovan Ivšić / red. Vlado Habunek: Kralj Gordogan, Teatar &TD Zagreb (1979.)
- Miroslav Krleža / red. Marin Carić: Golgota, HNK Split (1982.)
- Ranko Marinković / red. Marin Carić: Pustinja, Drama HNK Zagreb (1982.)
- August Strindberg / red. Želimir Mesarić: Otac, HNK Split (1984.)
- Ranko Marinković / red. Marin Carić: Albatros, HNK Split, Splitsko ljeto (1984.)
- Zlatko Krilić / red. Davor Miladinov: Uskočka kapa, Zagrebačko kazalište lutaka (1985.)
- Milan Grgić / red. Marin Carić: Sveti Roko na brdu, Hrvatska kazališna kuća Zadar (1993.)
- Luko Paljetak / red. Zlatko Bourek: Povratak vojaka, Kazališna družina David, Zagrebačko kazalište mladih (1996.)

### Redakcije
- Josip Štolcer Slavenski: Sabrana djela, sv. 8. Gudački kvartet br. 2 (Lirski), Zagreb: DSH/UKS, 1984.

## Nagrade i priznanja
- 1975. – Nagrada Sedam sekretara SKOJ-a za skladbu Ed è subito sera.
- 1979. – Vjesnikova Nagrada Josip Štolcer Slavenski za skladbu Collegium vocale.
- 1993. – Nagrada HAZU za skladbu Missa Maruliana.
- 1994. – Nagrada Međugorje za skladbu Pacem.
- 1994. – Diskografska nagrada Porin za skladbu Sarabanda.
- 1997. – Diskografska nagrada Porin za Gudački kvartet.
- 2000. – Nagrada Judita za operu Judita.
- 2000. – Nagrada Peristil za operu Judita.
- 2000. – Nagrada HAZU za operu Judita.
- 2000. – Nagrada Vladimir Nazor za operu Judita.
- 2001. – Nagrada Boris Papandopulo Hrvatskog društva skladatelja za operu Judita.
- 2001. – Vjesnikova Nagrada Josip Štolcer Slavenski za operu Judita.
- 2001. – Nagrada hrvatskog glumišta za operu Judita.
- Odlikovanje Reda Danice hrvatske s likom Marka Marulića.
- 2015. – Diskografska nagrada Porin za životno djelo[3]
- 2016. – Diskografska nagrada Porin u kategoriji za najbolju skladbu klasične glazbe[4]

## Poveznice
- Parać, solinsko prezime